# ISO 8746
ISO 8764 er en ISO standard for en stift.
En stift ISO 8746 er en af de mest brugte stifter inden for befæstelsesområdet.
| Gevind     | M1,4 | M1,6 | M2   | M2,3 | M2,5 |
| ---------- | ---- | ---- | ---- | ---- | ---- |
| Bredde d2: | 1,5  | 1,7  | 2,15 | 2,5  | 2,7  |
| Bredde d3: | 2,4  | 2,8  | 3,5  | 4    | 4,4  |
| Længde k:  | 0,8  | 1    | 1,2  | 1,4  | 1,5  |
| Radius r:  | 1,4  | 1,6  | 1,9  | 2,1  | 2,4  |
| Længde f:  | 0,5  | 0,5  | 0,5  | 0,7  | 0,7  |

| Gevind     | M3  | M4   | M5   | M6   |
| ---------- | --- | ---- | ---- | ---- |
| Bredde d2: | 3,2 | 4,25 | 5,25 | 6,3  |
| Bredde d3: | 5,2 | 7    | 8,8  | 10,5 |
| Længde k:  | 1,8 | 2,4  | 3    | 3,6  |
| Radius r:  | 2,8 | 3,8  | 4,6  | 5,7  |
| Længde f:  | 4   | 1,5  | 1,5  | 2    |